# Alegre do Piauí
Monte Alegre do Piauí es un municipio brasileño del estado del Piauí. Se localiza a una latitud 09º45'14" sur y a una longitud 45º18'14" oeste, estando a una altitud de 453 metros. Su población estimada en 2004 era de 10 632 habitantes.
Posee un área de 2.417,854 km².